# 몬스터 헌터 (비디오 게임)
《몬스터 헌터》(Monster Hunter)는 캡콤에 의해 개발된 플레이스테이션 2 기반의 액션 비디오게임이다. 이 게임은 캡콤에서 배급·개발하였다. 몬스터 헌터는 2004년 9월 21일에 북미에서 발매되었다. 일본에서 발매되었던 몬스터 헌터 G에 기반해 만들어진 확장팩이 플레이스테이션 포터블에 기반하여 만들어졌다. 북미판 타이틀 이름은 ‘몬스터 헌터 프리덤’이고 2006년 5월 23일에 발매되었다. 가장 최근에 발매된 몬스터 헌터 시리즈는 몬스터 헌터 라이즈이며 pc, 닌텐도 용으로 발매되었다.

## 게임플레이
5가지 단계로 이루어진다.
- 준비 - 사냥을 위한 회복약, 각종 약, 덫(함정) 등을 준비한다.
- 퀘스트를 수주 - 길드로부터 몬스터의 수렵, 토벌 등의 퀘스트를 받는다.
- 퀘스트 - 퀘스트를 진행한다.
- 퀘스트 결산 - 성공시 보수 소재 및 성공보수 등을 받는다.
- 무기와 방어구의 생산 - 몬스터로부터 얻은 재료 등으로 무기와 방어구를 생산한다.

몬스터헌터에는 레벨의 개념이 없으며 캐릭터가 강해지기 위해서는 몬스터를 사냥하여 좋은 무기와 방어구를 만들어 장착하는 방법 외에는 존재하지 않는다. 체력과 스태미너는 퀘스트를 진행하기 전 일시적으로 증가시킬 수 있지만 퀘스트가 끝나면 다시 초기치로 돌아오며, 이 수치는 아무리 게임을 진행해도 바뀌지 않는다. 자신의 실력과 그동안 퀘스트를 진행하며 만들어온 무기와 방어구, 그리고 음폭탄이나 섬광벌레와 같은 유용한 도구들을 이용하여 사냥을 해야 한다.

#### 공식 웹사이트
- 몬스터 헌터 공식 포탈 보관됨 2021-05-02 - 웨이백 머신
- 몬스터 헌터 공식 사이트 보관됨 2007-01-02 - 웨이백 머신
- 몬스터 헌터 포터블 공식 사이트 보관됨 2006-12-31 - 웨이백 머신